# Specjalistyczny Zespół Opieki Zdrowotnej nad Matką i Dzieckiem w Wałbrzychu
Specjalistyczny Zespół Opieki Zdrowotnej nad Matką i Dzieckiem w Wałbrzychu − wieloprofilowa specjalistyczna placówka mieszczący się przy ulicy Stefana Batorego 4 w centrum Wałbrzycha.
Placówka powstała w 1948 roku, ośrodek dawniej posiadał następujące nazwy:
- Miejski Szpital nr 1
- Miejski Szpital nr 3
- Wojewódzki Specjalistyczny Zespół Opieki Zdrowotnej nad Matką i Dzieckiem w Wałbrzychu.

Ośrodek dawniej mieścił się w kompleksie szpitalnym w dzielnicy  Gaj przy ulicy Stanisława Moniuszki 110. Obecnie placówka mieści się w samodzielnym wyremontowanym gmachu na terenie kompleksu Specjalistycznego Szpitala im. S. Batorego.
Placówka około 2006 roku została włączona w jedną strukturę zarządzania, na tę chwilę zarządzana jest przez dyrekcję Szpital im. Sokołowskiego.
Przy ośrodku oprócz oddziałów pediatrycznych funkcjonuje również zespół wyjazdowy neonatologiczny, posiadający ambulans N obsługujący teren byłego województwa wałbrzyskiego.
Szpital posiada również Zespół Szkół Specjalnych Przyszpitalnych w którym skład wchodzi:
- Publiczna Szkoła Podstawowa nr 3.
- Publiczne Gimnazjum Specjalne nr 16.

Działalnością dydaktyczno–wychowawczą objęte są dzieci chore, przebywające na leczeniu w szpitalu.

## Oddziały
- Oddział Neurologii Dziecięcej.
- Oddział Alergologii Dziecięcej.
- Oddział Obserwacyjno-Zakaźny Dziecięcy.
- Oddział Pediatryczny.
- Oddział Patologii Noworodka i Niemowlęcia.
- Oddział Intensywnej Terapii Dziecięcej.
- Oddział Neonatologiczny wraz z zespołem wyjazdowym N.
- Oddział Dzienny Psychiatryczny dla Dzieci i Młodzieży.
- Przychodnia Specjalistyczna z poradniami: Alergologiczna, Neurologiczna, Nefrologiczna, poradnia po Chorobach Zakaźnych.
- Pracownie: Radiodiagnostyki Obrazowej, Ultrasonografii, Spirometrii, Elektroencefalografii.
- Dział Rehabilitacji Dziecięcej.

## Historia
- W 1948 roku po opuszczeniu wojsk radzieckich z koszarów przy ulicy Stanisława Moniuszki 110, utworzono szpital położniczo-ginekologiczny, po przeniesieniu oddziałów ze Szpitala Brackiego Nr 2 z ulicy Batorego oraz Kliniki z ulicy Matejki 5 utworzono wtedy samodzielny Miejski Szpital nr 1.
- Z powodu dramatycznej zachorowalności dzieci na choroby zakaźne oddział ginekologiczno-położniczy przeniesiono do budynku w dzielnicy Nowe Miasto.
- W 1952 roku szpital zostaje samodzielnym szpitalem nr 3. Powstają oddziały I - błoniczy, II - płoniczy, III - pozostałych infekcji.
- W 1971 roku Szpital zmienia nazwę na Zespołu Opieki Zdrowotnej nad Matką i Dzieckiem.
- W 1981 roku otwarto Zespół Poradni Specjalistycznych.
- W wyniku program restrukturyzacji organizacyjnej i finansowej lecznictwa zamkniętego, w 2003 roku przez Urząd Marszałkowski Województwa Dolnośląskiego podjęto decyzję o przeniesieniu szpitala do nowego budynku przy ulicy Batorego[1].
- 1 marca 2010 roku w obecności minister zdrowia Ewy Kopacz otwarto Oddział Neonatologiczny i uruchomiono ambulans neonatologiczny (N).